# Malcolm Kenyatta
Malcolm Kenyatta (sinh ngày 30 tháng 7 năm 1990) là một nhà hoạt động cộng đồng và chính khách người Mỹ từ Bắc Philadelphia, Pennsylvania, hiện đang là Đại diện Bang cho Quận 181 trong Đại hội đồng Pennsylvania.

## Tuổi thơ
Kenyatta được sinh ra với cố Kelly Kenyatta, một y tá và trợ lý chăm sóc sức khỏe tại nhà, và cố Malcolm J. Kenyatta, một nhân viên xã hội, tại Bệnh viện Đại học Temple ở Bắc Trung Philadelphia.  Cha mẹ ông là thành viên tích cực của cộng đồng, đặc biệt là nuôi dưỡng và nhận nuôi trẻ em trong khu phố địa phương, bao gồm ba anh chị em của ông, Cheree, Fatima và Bilalh. Với tư cách là một gia đình, họ đã thành lập một nhóm nhảy mime phúc âm tên là Chosen Mime Troop tại nhà thờ của họ, Mount Zion BBNDC của Philadelphia, một nhà thờ phi giáo phái. Năm 1997, họ tiếp tục giành chiến thắng trong Amateur Night nổi tiếng tại Nhà hát Apollo ở thành phố New York trong một chương trình chưa được công bố.
Kenyatta là cháu trai của nhà hoạt động dân quyền quá cố Muhammad I. Kenyatta, người đã truyền cảm hứng cho lợi ích chính trị của mình, mặc dù ông đã qua khi Malcolm chỉ mới hai tuổi.

### Giáo dục
Kenyatta là cựu sinh viên của Đại học Temple, nơi ông có bằng cử nhân về truyền thông công cộng với một trẻ vị thành niên về khoa học chính trị và học ngành truyền thông công cộng tại Đại học Drexel để lấy bằng thạc sĩ tại College of Arts and Sciences. Ông đã tích cực trong các nguyên nhân chính trị và xã hội ở trường đại học, đáng chú ý nhất là các cuộc biểu tình của sinh viên chống lại việc cắt giảm ngân sách của Thống đốc Cộng hòa Tom Corbett. Ông cũng đã tham gia như một nhà thơ và nghệ sĩ, đã bắt đầu sự nghiệp đại học của mình như là một nhà hát lớn, mà ông đã thay đổi muộn trong sự nghiệp của mình và kéo dài thêm một năm để tốt nghiệp. Trong năm thứ hai, 2008, với sự giúp đỡ của giáo sư kịch Kimmika Williams-Witherspoon, ông đã thành lập tập thể thơ đoạt giải Babel, người đã giành giải vô địch cuộc thi College Unions Poetry Slam Invitational năm 2016.